# Bilal Bahadır
Bilal Bahadır (* 16. August 1983 in Stadthagen) ist ein türkischer Filmregisseur und Drehbuchautor.

## Leben und Wirken
Bilal Bahadır wuchs in der türkischen Stadt Ankara, Türkei, auf, bevor er nach Deutschland zurückkehrte. Nach dem Abitur, das er am Abendgymnasium Köln absolvierte, studierte er an der Kunsthochschule für Medien Köln mit dem Schwerpunkt Spielfilmregie und Drehbuch, wo er sein Diplom erwarb. Bahadır lebt in Köln.
Im Jahr 2024 erschien die Serie Uncivilized, bei der Bahadır als Creator, Drehbuchautor und Regisseur tätig war.

## Filmographie
- 2016: Mein Freund, der Deutsche (Kurzspielfilm)
- 2024: Uncivilized (Anthologie-Serie)

## Auszeichnungen
- 2016: Publikumspreis beim Kurzfilmfestival Köln für Mein Freund, der Deutsche[3]
- 2025: Grimme-Preis in der Kategorie Fiktion für Uncivilized[4]
- 2025: CIVIS – Europas Medienpreis für Migration, Integration und kulturelle Vielfalt in der Kategorie Video Award und Top Award[5]
- 2025 Integrationspreis der Insel Norderney beim Internationalen Filmfest Emden Norderney für Uncivilized[6]